# Oedebasis legrandi
Oedebasis legrandi là một loài bướm đêm trong họ Noctuidae.